# Elvis Gratton : Le King des kings
Série
Elvis Gratton II : Miracle à Memphis
(1999)
Pour plus de détails, voir Fiche technique et Distribution.
Elvis Gratton : Le King des kings, aussi connu sous le nom Elvis Gratton : Le film, est un film québécois d'une série de films du même nom, coréalisé par Pierre Falardeau et Julien Poulin sorti en 1985.

## Synopsis
Le film suit le parcours de Bob Gratton, un garagiste grossier vivant en banlieue, qui, après avoir remporté un concours d'imitation d'Elvis Presley, s'envole avec sa femme Linda (Denise Mercier) à Santa Banana. Après une semaine remplie d'incidents imprévus et de péripéties sous les tropiques, il revient au Québec en étant bien décidé à redresser les valeurs morales de sa société.
Créé dans la foulée du référendum de 1980, le personnage d'Elvis Gratton est conçu comme une caricature du colonisé culturel, représentant l'archétype d'un Canadien-français aliéné par la culture américaine. D'abord apparu dans un court métrage en 1981, il devient progressivement une figure emblématique du cinéma québécois humoristique. Le film propose une critique virulente du récit essentialiste fédéraliste et de la pensée conservatrice de droite, en interrogeant la condition identitaire québécoise et en mettant en garde contre l'oubli de soi dans le désir de ressembler à l'Autre et de nier la multiplicité des appartenances.
Le personnage d'Elvis Gratton, parfois présenté avec humour comme "le héros national du bourrelet", reflète l'idée qu'il existerait, de manière caricaturale, un peu d'Elvis Gratton en chaque Québécois.

## Genèse
Dans les années 1970, Pierre Falardeau et Julien Poulin réalisent plusieurs documentaires militants. Lorsque Radio-Québec propose au début des années 1980 de produire des courts métrages de fiction, ils créent une première histoire autour d'un gardien de stationnement menant une double vie comme imitateur d'Elvis Presley.
Soucieux de ne pas tourner en dérision les classes populaires, Falardeau, souverainiste convaincu, adapte son projet en s'inspirant de la déception ressentie après le référendum de 1980. Le personnage évolue pour devenir Bob Gratton, un garagiste de Brossard admirant les Rocheuses et incarnant tout ce que Falardeau détestait symboliquement.
Le premier court métrage, Elvis Gratton, rencontre un vif succès, révélant un fort appétit du public pour ce ton satirique et ce type de personnage. Deux autres courts métrages suivent : Les Vacances d'Elvis Gratton et Pas encore Elvis Gratton!. Elvis Gratton : Le King des kings, rassemble ces trois œuvres pour former un long métrage.
Initialement, Falardeau "tue" son personnage à la fin du film, mais sous la pression populaire, Elvis Gratton est ressuscité quelques années plus tard dans Elvis Gratton II : Miracle à Memphis. À partir de ce moment, Elvis Gratton devient une véritable "marque de commerce", hypothéquant quelque peu la carrière d'acteur de Julien Poulin. Malgré cette ambiguïté, le film est aujourd'hui reconnu pour avoir donné naissance à l'un des personnages les plus célèbres du cinéma québécois,.

## Impact culturel
Le personnage de Bob Gratton, avec ses traits caricaturaux et ses excès, a marqué la culture populaire québécoise à travers plusieurs répliques devenues célèbres.
Parmi celles-ci, l'une des plus emblématiques survient lors d'une scène à bord de l'avion pour Santa Banana, où, interrogé par un passager français sur son origine, Bob Gratton répond de façon confuse et répétitive, :« Moé, je suis un Canadien québécois ! Un Français, canadien français. Un Américain du Nord français. Un francophone, euh québécois canadien. Euh, un Québécois d’expression canadienne française française ! On est des Canadiens... américains, francophones d’Amérique du Nord. Des Franco-québécois... » Une autre réplique fréquemment citée est son éloge enthousiaste des États-Unis, : « Parce qu’eux autres, ils l’ont l’affaire, les Amaricains. » La prononciation volontairement fautive de « Amaricains » est restée ancrée dans le langage populaire et témoigne de l'influence durable du personnage dans la culture québécoise.
Enfin, dans une scène évoquant directement la question de la séparation du Québec, lors d'une séance photo marquée par des allusions politiques, Bob Gratton déclare, : « Le Canada, c'est le plus beau pays du monde. C'est le plus riche, le plus libre. Ben si sont pas contents, qu'ils aillent donc vivent à Cuba. De toute façon, moé, j'veux pas perdre mes montagnes Rocheuses. Pis des pauvres, y'en aura toujours. » Cette tirade illustre à la fois son nationalisme canadien exacerbé, son hostilité aux souverainistes et sa vision simpliste des réalités sociales.
Ces répliques traduisent la confusion identitaire, l'admiration naïve pour la culture américaine et les tensions politiques sous-jacentes au Québec des années 1980, thèmes centraux de la satire portée par le film,.

## Fiche technique
Sources : IMDb et Films du Québec
- Titre original : Elvis Gratton
- Réalisation et scénario : Pierre Falardeau et Julien Poulin
- Musique : Aaron King
- Direction artistique : François Laplante et Jean-Baptiste Tard
- Costumes : François Laplante et Gaudeline Sauriol
- Maquillage : Micheline Trépanier et Louise Mignault
- Photographie : Alain Dostie
- Montage sonore : Pierre Falardeau, Julien Poulin et Raymond Leroux
- Prise de son : Serge Beauchemin et Esther Auger
- Conception sonore : Dominique Chartrand, Michel Charron
- Mixage : Michel Charron
- Montage : Pierre Falardeau et Julien Poulin
- Production : Bernadette Payeur
- Société de production : Association coopérative de productions audio-visuelles (ACPAV)
- Sociétés de distribution : Cinépix Film Properties, Christal Films
- Budget : 1,5 million $ CA
- Pays de production :  Canada
- Langue originale : français
- Format : couleur
- Genre : comédie satirique
- Durée : 89 minutes
- Dates de sortie :
  - Canada : 
    - 8 novembre 1985 (sortie en salle au Québec)
    - juin 2006 (DVD)
    - novembre 2016 (Blu-ray)
- Classification :
  - Québec : Visa général[10]

## Distribution
- Julien Poulin : Bob « Elvis » Gratton
- Denise Mercier : Linda Gratton
- Yves Trudel : Méo
- Marie-Claude Dufour : l'auto-stoppeuse
- Pierre Falardeau : le photographe, le preacher, l'homme du canot.
- Reynald Fortin : général Augusto Ricochet, général de la RCMP
- Florida Girard : la maîtresse de cérémonie
- Benoît Paiement : Lucien
- Évelyn Regimbald : Yvette
- Denis Blais : le maire Groleau
- Ronald Houle : Frank
- Richard Barrette : l'échevin
- Jean Bédard : l'avaleur de couteau
- Huguette Smith : l'assistante de l'avaleur de couteau
- Fernand Bouchard : sergent Leboeuf

## Autour du film
Le coût des trois courts-métrages réunis dans le film est estimé à environ 450 000 dollars canadiens.
Le second court-métrage, Les Vacances d'Elvis Gratton, a été en partie tourné à Cuba.